# Kuoletisjaure (Jokkmokks socken, Lappland, 741699-159012)
Kuoletisjaure är en sjö i Jokkmokks kommun i Lappland och ingår i Luleälvens huvudavrinningsområde. Sjön har en area på 0,544 kvadratkilometer och ligger 645 meter över havet. Kuoletisjaure ligger i Pärlälvens fjällurskog Natura 2000-område.

## Delavrinningsområde
Kuoletisjaure ingår i det delavrinningsområde (741759-158960) som SMHI kallar för Utloppet av Kuoletisjaure. Medelhöjden är 676 meter över havet och ytan är 1,35 kvadratkilometer. Det finns inga avrinningsområden uppströms utan avrinningsområdet är högsta punkten. Vattendraget som avvattnar avrinningsområdet har biflödesordning 5, vilket innebär att vattnet flödar genom totalt 5 vattendrag innan det når havet efter 305 kilometer. Avrinningsområdet består mestadels av skog (46 procent). Avrinningsområdet har 0,54 kvadratkilometer vattenytor vilket ger det en sjöprocent på 40,3 procent.